# Karel Šulc
Karel Šulc (3. září 1872 Dvůr Králové nad Labem – 31. července 1952 Brno) byl český lékař (histolog a embryolog) a zoolog entomolog, v letech 1925–1927 rektor Vysoké školy zvěrolékařské v Brně.

## Život
Karel Šulc se narodil ve Dvoře Králové nad Labem a gymnázium vystudoval v letech 1884–1891 v Hradci Králové. Následně vystudoval Vysokou školu veškerého lékařství v Praze, kde po studiích i pracoval. Při studiích jej však zároveň velmi zajímala zoologie a brzy zveřejnil své první systematické publikace. Na filozofické fakultě byl žákem prof. Františka Vejdovského. Od roku 1897 pracoval jako externí lékař Všeobecné nemocnice v Praze. Od roku 1899 působil jako obecní, železniční a báňský lékař v Ostravě-Michálkovicích. Kromě klasické medicíny jej však dlouhodobě přitahovala zoologie a zejména embryologie a při lékařské praxi pokračoval ve vlastní laboratoři v zoologickém bádání. Po vzniku Československa se přestěhoval do Brna, kde bydlel v Jungmannově ulici. V roce 1919 nastoupil do Ústavu histologicko-embryologického při Vysoké škole zvěrolékařské, dnes Veterinární univerzitě v Brně, kde v letech 1919–1939 pracoval jako přednosta tohoto ústavu.
Údaje o tom, kdy se stal profesorem histologie a embryologie, se liší. Např. publikace Členové České akademie věd a umění 1890–1952 uvádí, že se v roce 1919 stal mimořádným profesorem a v roce 1924 profesorem řádným. V letech 1945–1949 byl čestným profesorem Vysoké školy zvěrolékařské v Brně. Oproti tomu např. článek Zakladatelé České zoologické společnosti uvádí, že se stal profesorem v roce 1921.
V roce 1922 založil časopis Biologické listy Vysoké školy zvěrolékařské a až do roku 1931 jej redigoval. Na stejné univerzitě pak v letech 1925–1927 působil jako rektor. V následujícím období let 1927–1929 byl prorektorem školy.
Světového významu dosáhl díky odborným znalostem červců. V roce 1943 napsal odbornou práci s názvem Zevní morfologie, metamorfosa a běh života Phenococcus aceris. V roce 1910 objevil u pěnodějek mycetom – tukovitou tkáň s dědičnou vnitrobuněčnou symbiózou kvasinek s hmyzem. Byl autorem či spoluautorem 116 vědeckých prací. Za druhé světové války připravil knížku Zajatá krása – soubor obrázků ze života koně, která byla vydána v roce 1946. Do šíře jeho publikační činnosti patří také biografická kniha Vědecká činnost F. K. Studničky (1930).
Kromě své profese se během života angažoval i v mnoha zájmových organizacích. Od roku 1911 byl členem Královské české společnosti nauk a od roku 1929 členem České akademie věd a umění. Spoluzaložil i mnohé odborné společnosti, např. v roce 1925 Československou biologickou společnost a Moravskou přírodovědeckou společnost. V roce 1927 stál u zrodu Československé zoologické společnosti. Byl také zakládajícím členem Klubu přírodovědeckého v Prostějově.
V roce 1951 byl oceněn Státní cenou Klementa Gottwalda a v období let 1951–1952 byl navržen na udělení Nobelovy ceny za fyziologii a lékařství. 

### Osobní život
V roce 1907 se v Brně oženil s Teresii Šulcovou (Osvačilovou). Ve svazku se narodily tři děti, Teresie Šulcová, Karel Šulc a Věra Šulcová.